# Эмулятор терминала

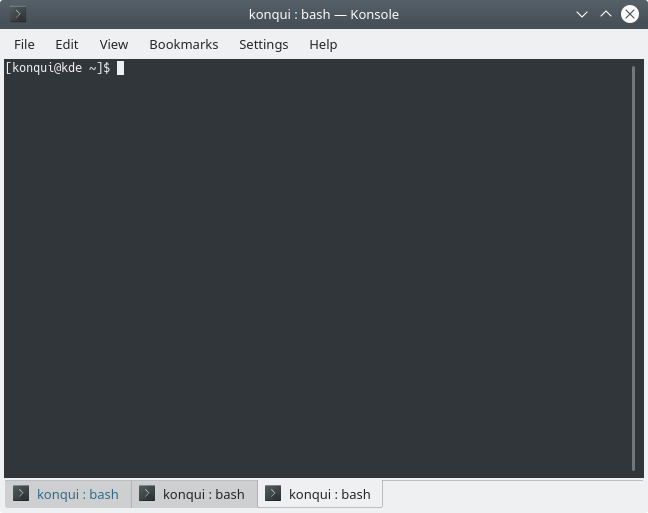
Konsole — эмулятор терминала в KDE

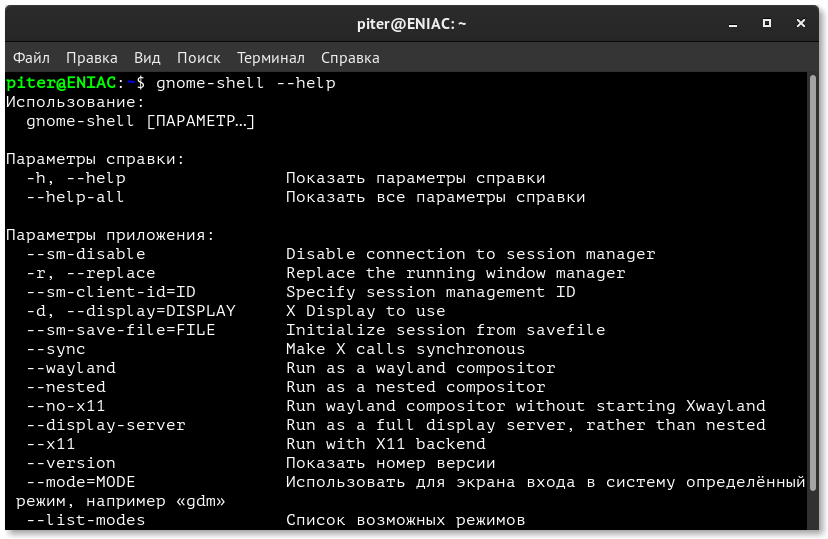
GNOME Terminal — эмулятор терминала в GNOME

Эмулятор терминала, приложение терминала, term или tty для краткости — это программа, которая эмулирует терминал компьютера внутри некоторой другой архитектуры вывода данных на экран.
Несмотря на глубокую синонимичность с оболочкой командной строки или текстовым терминалом, термин терминал охватывает все удалённые терминалы, включая графические интерфейсы. Эмулятор терминала в оконном интерфейсе пользователя часто называется окном терминала.
По сути, терминал выступает как интерфейс, предоставляющий пользователю возможность взаимодействовать с локальной или удалённой операционной системой аналогично тому, как это происходит при использовании терминала.
Примеры терминальных программ: Terminal v1.9b by Bray, COM Port Toolkit, PuTTY, Qt_comport, Tera Term, Termux, TerminalTMB.